# Cultura Ceros-Siros
Cultura Ceros-Siros ou Keros-Syros (2650 - 2450/2 400 a.C.) foi uma cultura pertencente ao complexo cultural Civilização Cicládica. É caracterizada por pequenos assentamentos murados e de curta duração compostos por edifícios de alvenaria de dois andares (em Delos há edifícios pequenos organizados em quartos com os cantos arredondados) e cemitérios extramurais; há edifícios construídos fora dos muros das fortificações. Seus túmulos eram semelhantes, embora maiores, do que os da Cultura Grota-Pelos e eram planos circulares ou retangulares feitos inteiramente de pedra com tampos e entradas falsas; inumações simples são generalizadas, embora haja inumações múltiplas. Em Amorgos foram encontradas armas nas sepulturas.
A cerâmica e escultura produzidas foram inspiradas e desenvolvidas a partir de modelos de culturas adjacentes. Há três tipos de cerâmica: Cerâmica com padrões pintados (molheiras, jarras de bico, pixis e xícaras com pé) em branco e preto com ornamentos geométricos; Cerâmica solidamente pintada (molheiras e xícaras com pires); Cerâmica estampada e/ou incisa (jarras com pé, pixis globulares e frigideiras do tipo "Siros": não decorada com lado côncavo; com alça dupla; decoração na parte principal com carimbos, muitas vezes acompanhados por incisões de barcos e genitálias femininas) com ornamentos curvilíneos produzidos por carimbos circulares concêntricos, espirais e triangulares. Vasos zoomórficos são atestados. Ídolos com braços dobrados aparecem pela primeira vez; imagens sentadas tocando harpa, imagens de pé com tubos e imagens de guerreiros vestindo um cinturão ou segurando punhais ou formas anômalas também foram identificados.
A cultura Ceros-Siros também confeccionou vasos de pedra: mármore branco cinza-azulado para frigideiras e molheiras; jadeíta polida para xícaras em miniatura; xisto clorito para pequenas caixas com tampa e píxides com motivos em relevo baixo, com espirais ou padrões incisos, como espinhas de peixe e triângulos. Chumbo, cobre e prata foram utilizadas para a produção de pinças, punhais, enxós e anzóis.
A pirataria, uma prática até então corriqueira, deixa de ser praticada. Além disso, nessa fase cultural os ilhéus começaram a utilizar de barcos a remo, o que lhes garantiu maior mobilidade e uma gama maior de possibilidades e lugares a alcançar.